# Guennadi Belkov
Guennadi Belkov (Unión Soviética, 24 de octubre de 1955) es un atleta soviético retirado especializado en la prueba de salto de altura, en la que consiguió ser subcampeón europeo en pista cubierta en 1979.

## Carrera deportiva
En el Campeonato Europeo de Atletismo en Pista Cubierta de 1979 ganó la medalla de plata en el salto de altura, con un salto por encima de 2.26 metros, siendo superado por el también soviético Vladimir Yashchenko  (oro también con 2.26 metros pero en menos intentos) y por delante del alemán Andre Schneider-Laub (bronce con 2.24 metros).